# Sjabaka
Sjabaka, ook: Shabaka was de derde farao (716 – 702 v.Chr.) van de 25e of Koesjitische dynastie.

## Familie
Koning Sjabaka was een zoon van koning Kasjta en koningin Pebatjma. Zijn echtgenote was Qalhata, volgens Assyrische bronnen een zus van Taharqa. Shabaka en Qalhata waren de ouders van de latere koning Tantamani en wellicht van Shebitku. Isetemkheb is volgens haar sarcofaagdeksel de dochter van Sjabaka. Een andere zoon Horemachet werd hogepriester van Amon. Zijn zuster Amenirdis I werd Godsvrouw van Amon.

## Biografie
Sjabaka herenigde geheel Egypte en begon een uitgebreid beleid van herstel en nieuwbouw. Bij zijn dood liet hij gebouwen na in Athribis, Abydos, Dendera, Edfu, Esna, Memphis en vooral Thebe.
Hij stelde opnieuw een hogepriester van Amon aan (zijn zoon Horemachet), maar de functie had nu alleen maar geestelijke macht. De wereldlijke macht in het zuiden werd nu door de echtgenote op aarde van Amon, zijn zuster de Goddelijke Vereerster Aminirdis I, waargenomen. Hiermee werd een nieuw evenwicht tussen geestelijke en wereldlijke macht gevestigd.
Sjabaka werd opgevolgd door Sjebitkoe en ligt begraven te El-kurru in huidig Soedan.

## Manetho
Volgens Manetho was er onder zijn regering een revolte onder Bakraenef (of Bokchoris) die een pact had gesloten met de Assyriërs. Koning Sjabaka liet de prins of tegenfarao levend verbranden.  

## Galerij

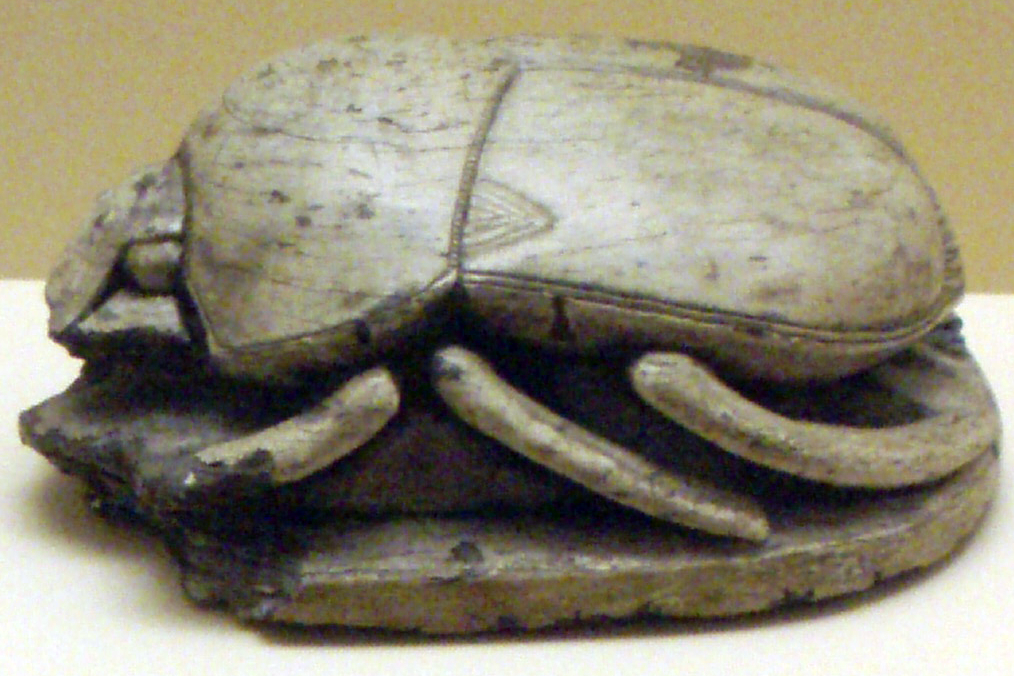
Scarabee van Shabaka Royal Ontario Museum
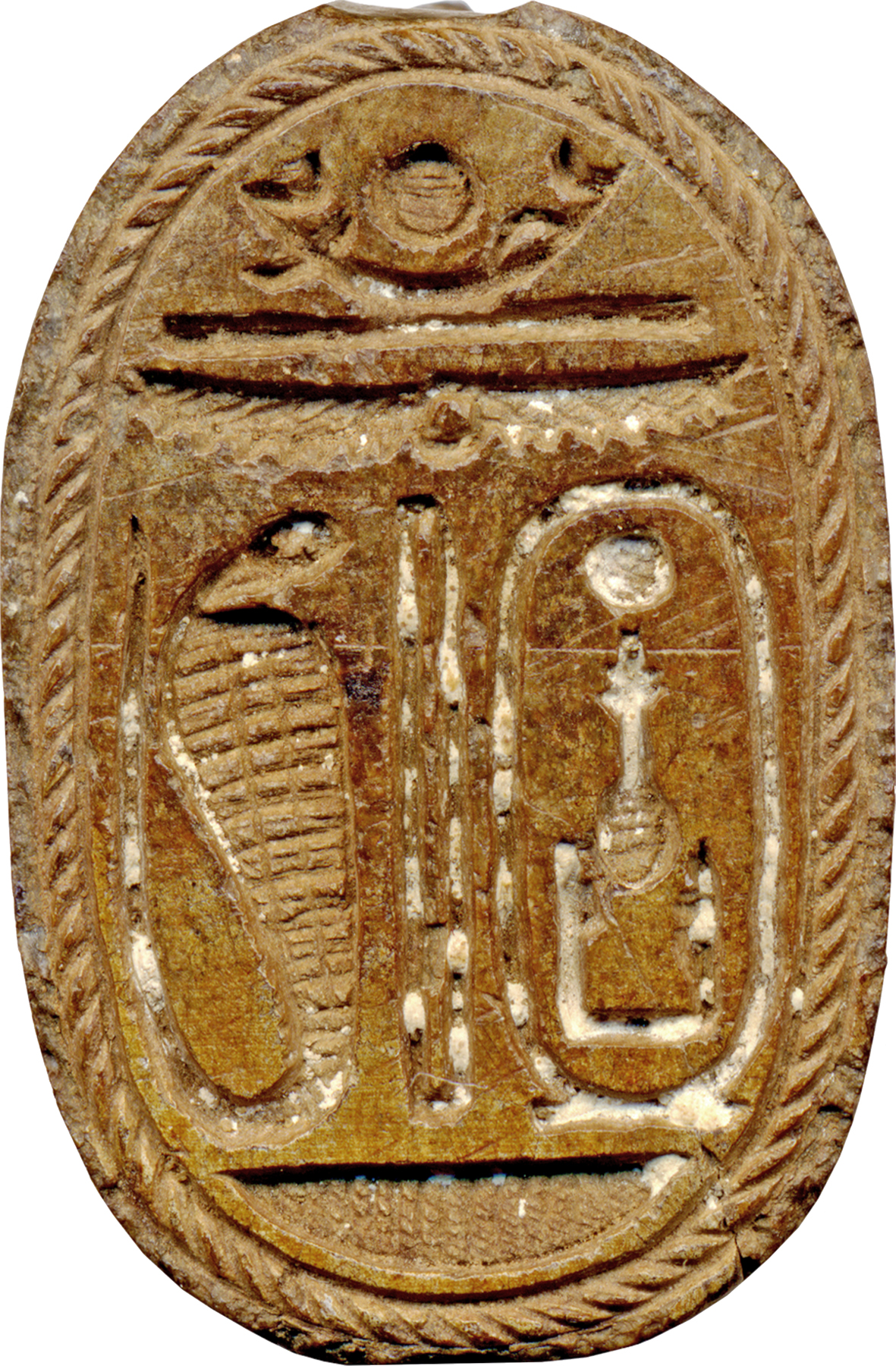
Onderkant van een Scarabee (ca. 715-700 v. Chr.) Walters Art Museum
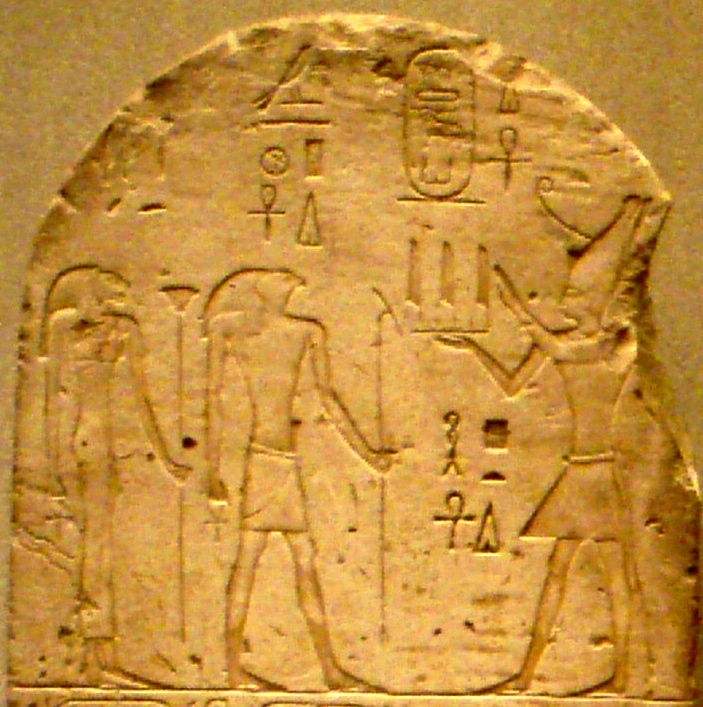
Donatie-stèle van Shabaka (ca. 713-698 v. Chr.), The MET
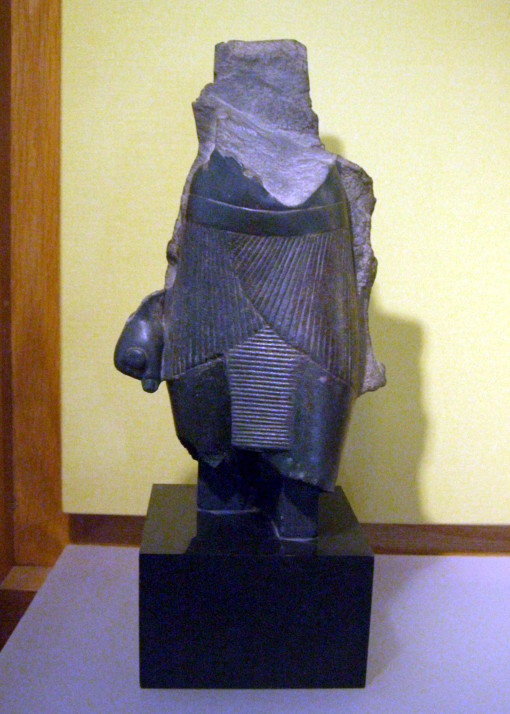
Onthoofd standbeeld van Shabaka Louvre